# Särskilda Inhämtningsgruppen
Särskilda inhämtningsgruppen (Grupo de Reconhecimento Especial, SIG) foi um grupo de elite da Suécia.
Foi criado em 2006, e teve entre 50 e 70 combatentes.
Em 2011, se fundiu com a Särskilda skyddsgruppen (SSG) para criar a Särskilda operationsgruppen (SOG).